# Henri Brunel
Henri Brunel est un homme politique français né le 8 mars 1871 à Saint-Mary-le-Plain (Cantal) et décédé le 19 novembre 1942 à Paris.

## Biographie
Originaire du Cantal, il s'installe très jeune à Paris, où il devient notaire en 1910. Après un premier échec en 1913, il est élu conseiller général du canton de Massiac dans le Cantal de 1919 à 1940. Il est élu sénateur du Cantal en 1930 et s'inscrit au groupe de la Gauche démocratique. Il est battu en 1939 et se retire de la vie politique.

## Sources
- Ressources relatives à la vie publique :   - base Léonore
  - Sénat
- « Henri Brunel », dans le Dictionnaire des parlementaires français (1889-1940), sous la direction de Jean Jolly, PUF, 1960 [détail de l’édition]